# Crocidosema lantana
Crocidosema lantana is een vlinder uit de familie bladrollers (Tortricidae). De wetenschappelijke naam voor deze soort is voor het eerst geldig gepubliceerd in 1910 door Busck.
De soort komt voor in tropisch Afrika.